# Conquista bizantina da Bulgária
A partir de 970 até 1018, uma série de conflitos entre o Império Búlgaro e o Império Bizantino levaram à gradual conquista bizantina da Bulgária. Os bizantinos re-estabeleceram seu controle sobre toda a península dos Bálcãs pela primeira vez desde as invasões eslavas do século VII. O conflito começou com a incorporação da Bulgária oriental depois da guerra rus'-bizantina de 970-971. A resistência búlgara foi liderada pelos irmãos cometópulos, que estavam baseadas nas regiões ocidentais ainda livres do Império Búlgaro, até 1018, ano da conquista total bizantina.
Conforme as relações bizantino-búlgaras se deterioravam na década de 960, o Império Bizantino subornou o príncipe de Quieve Esvetoslau para que ele invadisse a Bulgária. O inesperado colapso das forças búlgaras e as ambições de Esvetoslau a respeito de Constantinopla pegaram os bizantinos de surpresa, mas eles conseguiram repelir os exércitos de Quieve e ocuparam a região oriental da Bulgária, incluindo a capital, Preslava, em 971. O imperador Bóris II foi capturado e levado a Constantinopla, onde ele abdicou. O imperador bizantino João I Tzimisces anunciou em seguida a anexação da Bulgária, mesmo estando somente a região oriental da Bulgária firmemente sob seu controle. Os quatro irmãos (David, Moisés, Aarão e Samuel), da dinastia dos cometópulos, passaram a governar o búlgaros a partir do território não conquistado na região ocidental e, em 976, eles lançaram uma grande ofensiva contra os bizantinos para recuperar o território perdido. O caçula dos quatro, Samuel, assumiu o controle após a morte de seus irmãos mais velhos.
Samuel se mostrou um general habilidoso, infligindo uma grande derrota ao exército bizantino comandado por Basílio II Bulgaróctono na Batalha da Porta de Trajano e conseguiu retomar o noroeste da Bulgária. Suas campanhas vitoriosas expandiram as fronteiras búlgaras até a Tessália e o Epiro, conquistando, em 998, o Principado de Dóclea. Em 997, Samuel foi proclamado imperador da Bulgária após a morte do governante legítimo, Romano.
Ao final do milênio, a maré virou para campo bizantino. Sob Basílio II, um general habilidoso e experiente soldado, os bizantinos recuperaram a iniciativa e, a partir de 1001, começaram a tomar diversos importantes territórios e cidades. Os búlgaros foram incapazes de frear as campanhas anuais bizantinas que devastavam a zona rural. Em 1014, os bizantinos venceram a decisiva Batalha de Clídio e Samuel morreu logo em seguida. O tsar Samuel foi seguido pelos curtos reinados de seu filho Gabriel Radomir e de seu sobrinho João Vladislau. Após a morte deste, em 1018, não havia mais nenhum herdeiro legítimo ao trono búlgaro e, como o Império Bizantino havia oferecido termos muito favoráveis à nobreza búlgara, a maior parte resolveu se render. Todos os lordes locais que se renderam foram transferidos ou para Constantinopla ou para a Anatólia, e a maioria deles foi posteriormente assimilada pela sociedade bizantina. A Bulgária perdeu sua independência e permaneceu sob controle bizantino por mais de um século e meio, até 1185. A região ocidental foi transformada em uma das muitas províncias bizantinas governadas por um estratego. Com o colapso do primeiro estado búlgaro, a Igreja da Bulgária ficou sob o controle do clero grego, que tomou o controle da sé de Ácrida e tentou substituir a liturgia búlgaro-eslava pela grega.

## Contexto
Durante o reinado do imperador búlgaro Pedro I (927-969), os magiares, que haviam sido temporariamente detidos por seu pai, Simeão I, começaram a atacar o território búlgaro a partir de 934 e os esforços de Pedro para lidar com eles produziram poucos efeitos. Em diversas ocasiões, os magiares alcançaram Trácia bizantina e a saquearam, o que resultou em acusações dos bizantinos de que os búlgaros teriam deixado que isso acontecesse de propósito. As relações entre os dois impérios rapidamente se deterioraram. Sem meios de conter a ameaça magiar, Pedro I teve que entrar num acordo com eles em 965 no qual os búlgaros lhes dariam um salvo conduto para que atravessassem o território búlgaro em direção ao Império Bizantino e recusariam qualquer pedido de ajuda do imperador em Constantinopla. Os bizantinos responderam na primavera do ano seguinte ao se recusarem a pagar o tributo anual devido à Bulgária. Seu imperador, Nicéforo II Focas (r. 963–969), que havia conquistado recentemente importantes vitórias sobre os abássidas no oriente, insultou os embaixadores búlgaros e iniciou uma campanha militar. Porém, ao chegar na fronteira com a Bulgária, decidiu que "não iria levar suas tropas até aquela perigosa região e nem daria-lhes búlgaros para matar como se fossem gado". Logo após esta demonstração de força, Focas tentou re-estabelecer a paz na condição de os búlgaros cancelarem o acordo com os magiares, o que Pedro I não somente recusou como lembrou ao imperador bizantino que, quando a Bulgária precisou de ajuda contra os magiares, os bizantinos nada fizeram e que agora ele havia sido forçado a firmar a paz com os magiares, sendo, portanto, uma estupidez se ele desfizesse o tratado.
Nesta situação, Nicéforo II Focas se voltou para os recursos da tradicional diplomacia bizantina e decidiu pagar o príncipe de Quieve Esvetoslau para que ele invadisse a Bulgária. O nobre Calóciro, que recebeu a missão de firmar o acordo, conseguiu convencer os rus' e, na primavera de 968, os exércitos do príncipe invadiram a Dobruja. Esvetoslau derrotou o exército búlgaro na Batalha de Silistra e tomou mais de 80 fortalezas, o que preocupou os bizantinos que, rapidamente, ofereceram a paz a Pedro I. Esvetoslau, por sua vez, teve que interromper sua campanha e voltou para a sua capital, Quieve, que estava cercada pelos pechenegues. Em 969, ele retornou para a Bulgária, mas, logo depois, Pedro I sofreu um ataque epilético e foi forçado a abdicar (ele morreria em 30 de janeiro de 970 como um monge). Ele foi sucedido por seu filho primogênito, Bóris II, que nada podia fazer a não ser cooperar com Esvetoslau, cuja atenção agora fora distraída por Calóciro para Constantinopla. O novo imperador bizantino, João I Tzimisces (r. 969–976), conseguiu uma vitória decisiva sobre os rus' e seus aliados búlgaros na Batalha de Arcadiópolis e, em 5 de abril de 971, capturou a capital búlgara, Preslava, onde Bóris II foi capturado e levado para Constantinopla. O imperador búlgaro foi forçado a abdicar e entregou as insígnias imperiais - a coroa dourada e as botas vermelhas - para que fossem colocadas na catedral de Santa Sofia. Em troca, ele recebeu o título de magistro. Seu irmão, Romano foi castrado, pois os bizantinos precisavam se assegurar que a dinastia de Crum seria extinta.
Para João Tzimisces foi um grande triunfo. O sonho bizantino de três séculos de eliminar o estado búlgaro e restaurar as fronteiras imperiais no Danúbio (a Fronteira da Mésia) parecia ter se realizado. A anexação da Bulgária foi proclamada oficialmente e o coração político do país na região nordeste, a capital Preslava, a antiga capital de Plisca e a sede do Patriarcado da Bulgária, Drastar (Silistra), foram ocupadas.

## Ascensão dos irmãos cometópulos

Províncias do Império Bizantino logo após a conquista da Bulgária (1025).

Enquanto as regiões orientais do vencido Império Búlgaro foram conquistadas e transformadas em províncias bizantinas, o território a oeste do rio Iskar permaneceu sob controle búlgaro e incluía a maior parte da Macedônia, Albânia e as terras ao sul do Danúbio entre o rio Kolubara (incluindo Srem) para oeste e as montanhas à volta de Etropole e Ihtiman a leste. A região era governada por quatro irmãos: David, Moisés, Aarão e Samuel, filhos do governador (conde) de Sérdica (Sófia), Nicolau. Informações sobre o período entre 971 e 976 nas fontes primárias, contudo, são muito escassas.

## Basílio II
Em 986, após assegurar sua própria posição em Bizâncio, o imperador Basílio II Bulgaróctono reuniu um exército de 30 000 homens, marchou para a cidade de Sérdica e a cercou. Depois de algum tempo, o imperador começou a se preocupar com a oscilante lealdade de sua nobreza, levantou o cerco e marchou de volta para a Trácia bizantina, mas foi emboscado e derrotado na Batalha da Porta de Trajano. Basílio aprendeu com o erro e sua próxima invasão seria conduzida de maneira bem diferente.
No ano 1000, Basílio já havia conseguido pacificar seus nobres, havia derrotado a ameaça islâmica no oriente e se sentiu confiante para iniciar uma nova ofensiva na Bulgária. Desta vez, ao invés de marchar diretamente para o coração do estado inimigo, ele foi anexando territórios gradativamente. Eventualmente, depois de tomar um terço das terras búlgaras, os búlgaros arriscaram tudo numa batalha em 1014. A Batalha de Clídio foi um desastre para os búlgaros e o exército bizantino capturou 15 000 prisioneiros e, num ato que se tornou muito famoso, Basílio ordenou que 99 em cada grupo de 100 fosse cegado e que o centésimo fosse deixado com apenas um olho para que pudesse liderar o grupo para casa. A resistência búlgara sofreu um duro golpe e finalmente, em 1018, se rendeu.
Logo que a oposição foi vencida, Basílio mostrou grande habilidade ao lidar com os búlgaros. Ele sabiamente aceitou que os tributos fossem pagos em espécie e não em moeda corrente, uma vez que não havia uma economia monetária estabelecida na Bulgária. Muitos da elite búlgara foram incorporados na sociedade bizantina e receberam posições civis e militares no governo bizantino. O melhor exemplo desta integração é o imperador bizantino João II Comneno, que é um descendente direto do tsar João Vladislau da Bulgária.